# 21457 Fevig
21457 Fevig (tên chỉ định: 1998 HD51) là một tiểu hành tinh vành đai chính. Nó được khám phá thông qua Chương trình nghiên cứu đối tượng gần Trái Đất của đài thiên văn Lowell ở Anderson Mesa Station ở Coconino County, Arizona, ngày 25 tháng 4 năm 1998. Nó được đặt theo tên Ronald A. Fevig, a scientist ở University of North Dakota.